# Спутник (Московская область)
Спутник — посёлок сельского типа в Можайском районе Московской области, центр сельского поселения Спутник. До 2006 года Спутник входил в состав Кожуховского сельского округа.

## География
Посёлок расположен в восточной части Можайского района, примерно в 4 км к востоку от Можайска, на левом берегу реки Ведомки (правом притоке Москва-реки), высота центра над уровнем моря 184 м. Ближайшие населённые пункты — фактически, примыкающее на севере Александрово, Шиколово в 1 км на юго-восток и Кожухово в 1,5 км на юго-запад. Через посёлок проходит региональная автодорога 46Н-05497 Можайское шоссе — Шаликово.
В посёлке действуют средняя общеобразовательная школа, детский сад.

## Население
| 2002 | 2006  | 2010  |
| ---- | ----- | ----- |
| 1201 | ↗1296 | ↘1219 |